# TV 바둑 아시아 선수권대회
TV 바둑 아시아 선수권대회(TV 바둑 亞細亞 選手權大會, 일본어: テレビ囲碁アジア選手権戦(テレビいごアジアせんしゅけんせん) , 중국어: 亚洲杯电视围棋快棋赛는 KBS, NHK, CCTV가 번갈아가며 교대로 개최하는 바둑 국제기전 TV속기 대회이다. 제1회 TV 바둑아시아선수권대회는 KBS (한국) NHK(일본), CCTV(중국) 3개 방송사 공동 주최로 1989년 8월 13일부터 18일까지 일본NHK 스튜디오에서 열렸으며 한중일 3개국 대표로 6명이 출전했다.

## 국제 속기 대국
- 한중일 3국의 공영방송에서 번갈아가며 교대로 개최하는 각국 TV속기전의 상위 입상자들이 출전하며 모든 경기는 국제 TV 속기대국으로 진행된다.
- 전기 우승자가 TV속기전 전기 결승과 겹쳤을 경우 공석이 되는 관계로 준결승전 패자 중 국내 선발전 통과한자가 출전권을 획득하여 이와 동시에 TV속기전 다음 대회에서 시드를 받게된다.
- 국제기전 분류상 메이저 대회가 아닌 이벤트 기전의 국제 TV 속기 기전이다.

## 대국방식
- 모든 대국은 토너먼트로 진행되며
- 대국은 제한시간 없이 매수 30초 초읽기를 하며 도중 1분 고려시간 10회를 준다.
- 결승전은 단판 승부다.

## 대국규정
대국규정은 덤과 계가에서 한국·일본은 동일하며, 같으나 중국은 중국룰의 규정으로 차이가 있다.
상금(우승,준우승)은 한국·일본의 금액이 같으나 중국은 금액의 차이가 있다.
- 제한시간 : 제한시간 없이 매수 30초 초읽기 1분 고려시간 10회
- 덤 6집반(한국·일본), 7집반(3/4자)(중국)
- 계가 : 한국·일본 - 일반식 룰로 적용, 중국 - 중국식 룰로 적용
- 상금 : 우승(한국·일본 - 250만엔(약 2,500만원), 중국 - 25,000달러(약 2800만원), 준우승(한국·일본 - 50만엔(약 500만원), 중국 - 5,000달러(약 560만원)

## 역대 우승자 및 준우승자
| 회수 | 연도 | 개최지(국가)                                          | 우승                 | 전적 | 준우승               |
| ---- | ---- | ----------------------------------------------------- | -------------------- | ---- | -------------------- |
| 1    | 1989 | 도쿄 NHK 방송국                                       | 다케미야 마사키 九단 | 1-0  | 고바야시 사토루 九단 |
| 2    | 1990 | 도쿄 NHK 방송국                                       | 다케미야 마사키 九단 | 1-0  | 이창호 四단          |
| 3    | 1991 | 서울 KBS 방송국                                       | 다케미야 마사키 九단 | 1-0  | 차오다위안 九단      |
| 4    | 1992 | 도쿄 NHK 방송국                                       | 다케미야 마사키 九단 | 1-0  | 조훈현 九단          |
| 5    | 1993 | 베이징 CCTV 방송국                                    | 요다 노리모토 八단   | 1-0  | 서봉수 九단          |
| 6    | 1994 | KBS 부산방송총국 스튜디오                             | 오타케 히데오 九단   | 1-0  | 첸위핑 九단          |
| 7    | 1995 | 지바시 쉐라톤 그랜드 호텔                             | 이창호 七단          | 1-0  | 조훈현 九단          |
| 8    | 1996 | 칭타오 하이티엔(海天) 호텔                            | 이창호 七단          | 1-0  | 유창혁 七단          |
| 9    | 1997 | 경상북도 경주시 경주현대호텔 (현 라한셀렉트 경주호텔) | 위빈 九단            | 1-0  | 왕리청 九단          |
| 10   | 1998 | 지바시 뉴오타니 마쿠하리 호텔                         | 요다 노리모토 九단   | 1-0  | 마샤오춘 九단        |
| 11   | 1999 | 톈진 하얏트 호텔                                      | 요다 노리모토 九단   | 1-0  | 이창호 九단          |
| 12   | 2000 | 경상북도 경주시 경주현대호텔 (현 라한셀렉트 경주호텔) | 조훈현 九단          | 1-0  | 이창호 九단          |
| 13   | 2001 | 시즈오카현 경제단체연합회 게스트 하우스               | 조훈현 九단          | 1-0  | 목진석 五단          |
| 14   | 2002 | 베이징 화룬(華潤) 호텔                                | 이창호 九단          | 1-0  | 조훈현 九단          |
| 15   | 2003 | 서울 강서구 외발산동 메이필드호텔                     | 저우허양 九단        | 1-0  | 미무라 도모야스 九단 |
| 16   | 2004 | 도쿄 NHK 방송국                                       | 위빈 九단            | 1-0  | 송태곤 七단          |
| 17   | 2005 | 베이징 화룬(華潤) 호텔                                | 장쉬 九단            | 1-0  | 조한승 八단          |
| 18   | 2006 | 서울 강서구 외발산동 메이필드호텔                     | 왕시 五단            | 1-0  | 이창호 九단          |
| 19   | 2007 | 도쿄 NHK 방송국                                       | 이세돌 九단          | 1-0  | 천야오예 五단        |
| 20   | 2008 | 베이징 동방문화주점(東方文化酒店)                     | 이세돌 九단          | 1-0  | 조한승 九단          |
| 21   | 2009 | 서울 강서구 외발산동 메이필드호텔                     | 콩지에 七단          | 1-0  | 이세돌 九단          |
| 22   | 2010 | 교토 교토호텔 오쿠라 별장                             | 콩지에 九단          | 1-0  | 유키 사토시 九단     |
| 23   | 2011 | 베이징 창안(長安) 그랜드 호텔                         | 콩지에 九단          | 1-0  | 백홍석 八단          |
| 24   | 2012 | 서울 강서구 외발산동 메이필드호텔                     | 백홍석 九단          | 1-0  | 콩지에 九단          |
| 25   | 2013 | 도쿄 아카사카(赤坂) 뉴오타니호텔                      | 이야마 유타 九단     | 1-0  | 박정환 九단          |
| 26   | 2014 | 베이징 창안(長安) 그랜드 호텔                         | 이세돌 九단          | 1-0  | 고노 린 九단         |
| 27   | 2015 | 서울 강서구 외발산동 메이필드호텔                     | 이세돌 九단          | 1-0  | 박정환 九단          |
| 28   | 2016 | 도쿄 아카사카(赤坂) 뉴오타니호텔                      | 리친청 二단          | 1-0  | 신진서 六단          |
| 29   | 2017 | 저장성 핑호(平湖)시 경제개발구 세인트레이크 호텔      | 나현 八단            | 1-0  | 이세돌 九단          |
| 30   | 2018 | 서울 강서구 외발산동 메이필드호텔                     | 김지석 九단          | 1-0  | 나현 九단            |
| 31   | 2019 | 도쿄 호텔 친잔소                                      | 신진서 九단          | 1-0  | 딩하오 六단          |